# Cololeskia pallida
Cololeskia pallida är en tvåvingeart som beskrevs av Villeneuve 1939. Cololeskia pallida ingår i släktet Cololeskia och familjen parasitflugor.
Artens utbredningsområde är Zimbabwe. Inga underarter finns listade i Catalogue of Life.